# إجراء بنتال
إجراء بنتال (بالإنجليزية: Bentall procedure)‏ هو عملية جراحية في القلب تتضمن استبدال الصمام الأبهري، وجذر الشريان الأبهر، والأبهر الصاعد برقعة مركبة، مع إعادة غرس الشرايين التاجية في الرقعة. تستخدم تلك العملية لعلاج مرض الصمام الأبهري والأبهر الصاعد المشترك، بما في ذلك الإصابات المصاحبة لمتلازمة مارفان. اختُرع إجراء بنتال لأول مرة في 1968 بواسطة هيو بنتال وأنتوني دي بونو.

## البدائل
تتضمن عملية بنتال استبدال الصمام الأبهري، وجذر الأبهر، والأبهر الصاعد، ولكن يمكن استخدام عمليات أخرى إذا لم يكن الثلاثة جميعًا متأثرين.
- جذر أبهر سليم: إن إعادة غرس الشرايين التاجية يكون عرضة للمضاعفات، ويجب تجنب استبدال جذر الأبهر إذا كان ذلك ممكنًا. يمكن استبدال الصمام والأبهر الصاعد في خطوات منفصلة، دون استبدال الجذر.
- صمام أبهري سليم مع توسع حلقي وأم دم أبهرية في الأبهر الصاعد (عادة في متلازمة مارفان): صمامات القلب الصناعية قد تبلي أو تتطلب مضادات للتخثر، فيما يسمح استبدال جذر الأبهر مع ادخار الصمام باستبدال جذر الأبهر +/- الأبهر الصاعد، مع إبقاء الصمام الأبهري وتجنب مشاكل استبدال الصمام.

## الدواعي
يستخدم إجراء بنتال في الحالات التالية:
- أم الدم الأبهرية
- قصور الأبهر
- تسلخ الأبهر

## وصلات خارجية
- Cardiac Surgery in the Adult Ascending Aortic Aneurysms